# Honda CBR 954RR Fireblade
Honda CBR 954RR Fireblade – powstała jako ostatnia dziewięćsetka Fireblade.
Wzrost mocy u konkurentów wymuszał na Hondzie ciągłe zwiększanie pojemności począwszy od modelu SC28, który to miał niecałe 900 cm³, później powstał model SC33 z pojemnością 919 cm³, następnie SC44 o pojemności 929 cm³ i jako ostatni SC50 z silnikiem o pojemności 954 cm³. Honda CBR 954RR niedobór mocy rekompensuje niską wagą jak na klasę Superbike.

## Opis
Główną zmianą w silniku było zwiększenie średnicy cylindrów o 1 mm oraz zwiększenie stopnia sprężania z 11,3 do 11,5. We wtryskowym układzie zasilania zwiększono średnicę przepustnic z 40 do 42 mm, zastosowano nowe bardziej precyzyjne wtryskiwacze oraz przeprogramowano ECU. W rezultacie uzyskano dodatkowe 3 KM oraz poprawę elastyczności na niskim i średnim zakresie obrotów. Silnik dysponuje mocą 150 KM (111 kW) przy 11250 obr./min i momentem obrotowym 105Nm przy 9500 obr./min. W układzie smarowania dodano dysze natryskujące olej na tłoki oraz zastosowano lżejszą pompę olejową. Poprawiono układ chłodzenia, zastosowano większą chłodnicę. W celu dalszej redukcji masy zastosowano alternator z magnesami neodymowymi oraz tytanowy układ wydechowy H-TEV.
W nadwoziu nowa rama, w stosunku do CBR 929RR została nieznacznie poprawiona pod względem wytrzymałości oraz zmiany pozycji kierowcy. Zmieniono całkowicie górne mocowanie tylnego zespołu resorująco-tłumiącego. Zastosowano nowy tylny wahacz, zyskując 300 g w redukcji masy. Zastosowano nowe felgi, zyskując kolejne 300 g. Łącznie zredukowano 2 kg masy motocykla, co przy jednoczesnym zwiększeniu mocy poprawiło stosunek mocy do masy.
Wygląd CBR 954RR różni się nieco od poprzedniego modelu. Zmieniono przednią owiewkę, zastosowano nowy reflektor o trzech źródłach światła. Zmieniono kształt zbiornika paliwa, umożliwiając zmniejszenie odległości pomiędzy siedzeniem a główką ramy oraz centralizację masy motocykla. Zmieniono także kształt tylnej części pojazdu, który jest „pociągnięty” wysoko i bardzo smukły. Zmieniono owiewki, błotnik, wprowadzono tylną lampę opartą na diodach LED, schowek pod siedzeniem pasażera jest unoszony automatycznie za sprawą sprężyny. Nowy, bardziej kompaktowy zestaw wskaźników przypomina zestaw poprzednika, lecz wprowadzono dość rzadko spotykaną funkcję wskaźnika chwilowego zużycia paliwa. Dopełnieniem zmian stylistycznych jest wprowadzenie nowych malowań motocykla, w których przywrócono umieszczenie charakterystycznego „RR” na bocznych osłonach silnika.
Honda CBR 954 RR Fireblade to bardzo poręczny motocykl, nadający się z powodzeniem na tor, jak i do codziennej jazdy w mieście oraz dłuższych podróży.